# Skip O'Brien
Skip O'Brien, nome artístico de Bernard Francis O'Brien (20 de agosto de 1950 - 6 de abril de 2011), foi um ator estadunidense, mais conhecido por interpretar Ray O'Riley, na série de televisão CSI: Crime Scene Investigation.